# تئودور پیشتک
تئودور پیشتک (چکی: Theodor Pištěk؛ زادهٔ ۲۵ اکتبر ۱۹۳۲) یک طراح صحنه و لباس اهل جمهوری چک است.